# Invariante di classe
L'invariante di classe, in informatica è un'invariante usata per vincolare gli oggetti di una classe.
I metodi della classe dovranno preservare l'invariante.
L'invariante di classe vincola ad archiviare lo stato nell'oggetto.
Le invarianti di classe vengono stabilite durante la costruzione e mantenute costantemente durante le chiamate ai metodi pubblici.
Sebbene non incoraggiata, una rottura temporanea dell'invarianza di classe tra le chiamate dei metodi privati è possibile. 